# ماريا دي لوس انجليس فرنانديز
ماريا دي لوس انجليس فرنانديز أبعد (الأسبانية:María de Los Ángeles Fernández Abad)، والمعروفة أيضًا باسم أنجيلينس فرنانديز (الأسبانية:Angelines Fernández)، كانت ممثلة إسبانية ، ذهبت بعد ذلك إلى المكسيك الأهلية، حيث استقرت ووطنت المكسيكيين. في المكسيك، ستبدأ مسيرتها التمثيلية، حيث تلعب أدوارًا في العديد من أفلام «العصر الذهبي للسينما المكسيكية» ، حتى تشارك في أفلام مع الممثل الكوميدي المكسيكي الشهير كانتنفلاس.
اشتهر أنجيلينس فرنانديز بتجسيد شخصية دونا كلوتيلد في سلسلة إل شافو ديل أوتشو، حيث كان سيعمل مع صديقه في الوسط الفني رامون فالديس. ظهرت هذه الممثلة أيضًا في البرامج الأخرى التي أنشأتها روبرتو غوميز بولانيوس ، مثل الجندب الأحمر ، حيث لعبت عدة شخصيات وفي تشيسبيريتو ، حيث لعبت عدة شخصيات، مع إبراز دونا نشيتا، ضمن الرسم لوس

## روابط خارجية
- ماريا دي لوس انجليس فرنانديز على موقع IMDb (الإنجليزية)
- ماريا دي لوس انجليس فرنانديز على موقع أول موفي (الإنجليزية)
- ماريا دي لوس انجليس فرنانديز على موقع قاعدة بيانات الفيلم (الإنجليزية)
- ماريا دي لوس انجليس فرنانديز على موقع كينوبويسك (الروسية)